# 胆管

胆管周辺の模式図
肝臓、右肝管、左肝管、総肝管、胆嚢管、総胆管、胆嚢、オッディ括約筋、ファーター膨大部、膵管、膵臓、十二指腸

胆管（たんかん、英: Bile duct）は、肝臓から十二指腸まで胆汁を運ぶ管腔構造物の総称である。

## 解説
胆汁は肝細胞で生成される消化液で、脂肪の消化吸収を助ける。正常の肝細胞は索状に配列しており、隣接する肝細胞間には細存在する。これを毛細胆管といい、肝細胞で生成された胆汁が分泌される。
毛細胆管はHering管を経て小葉間胆管に流入する。小葉間胆管は合流を繰り返して次第に太くなり、最終的には2本の肝管（左肝管、右肝管）となって肝臓の外へ出る。2本の肝管は肝門部で合流して総肝管となり下行する。胆嚢管（胆嚢へつながる管）が合流する部（三管合流部）より先は総胆管となり、十二指腸壁を貫いて十二指腸乳頭部に開口する。
肝臓内の胆管は細かく枝分かれして樹状のネットワークを形成している。その経路は次のとおり：
毛細胆管 → Hering管 → 小葉間胆管 → 区域胆管枝 → 左肝管・右肝管 →（肝臓外へ）→ 総肝管 →（胆嚢管が合流）→ 総胆管 → 乳頭部胆管 →（主膵管が合流）→ 共通管 → （十二指腸へ開口）

## 総胆管
総胆管の上半分肝臓につながっており、下半分は膵臓につながっており、その先は小腸へとつづく。総胆管は、ファーター膨大部と呼ばれる十二指腸の部分に開口している。

## 病理学
癌、胆石、あるいは胆管損傷などの原因によって胆管が閉塞すると胆汁を十二指腸へ排出できなくなり、胆汁中のビリルビンが血液に取り込まれ蓄積する。この状態を黄疸と呼ぶ。
血中のビリルビンによって皮膚や目が黄色くなり、また組織にビリルビンが沈着することにより激しい痒みを引き起こす。ある種の黄疸では尿の色が濃くなって便が灰白色になるが、これはビリルビンが腸に排泄されずに腎臓で濾過されて尿中へ排泄されるためである。
黄疸を生じる主な疾患は、膵癌（膵臓に生じた癌が総胆管に浸潤して閉塞する）、胆管癌、胆石症（胆石が胆管を閉塞する）、胆道損傷（胆嚢摘出の手術時に胆管を損傷することがある）などである。